# Lutier

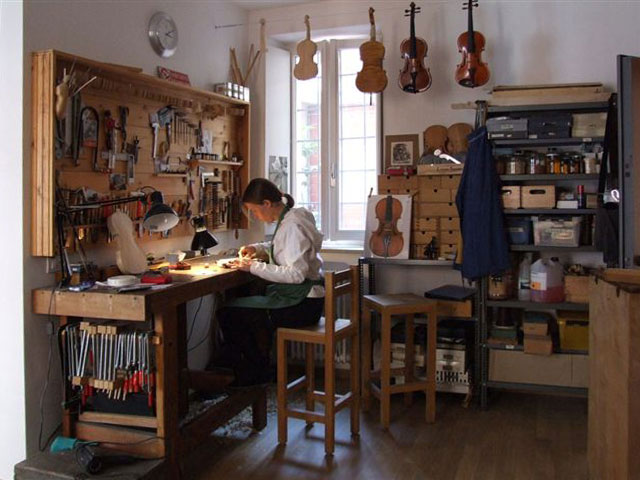
Atelierul lutierului Hildegard Dodel (Cremona, Italia)

Un lutier este o persoană care construiește, restaurează sau repară un instrument cu coarde.
Meșteșugul lutierilor este împărțit în două categorii: instrumente cu coarde ciupite sau lovite și instrumente cu coarde frecate (cu arcuș). Această împărțire se datorează varietății mari de instrumente cu coarde, vechi și moderne, existente.
Celebri constructori de viori: Amati, Stradivarius, Guarneri, Roberto Regazzi.